# Seznam vrcholů v Orlických horách

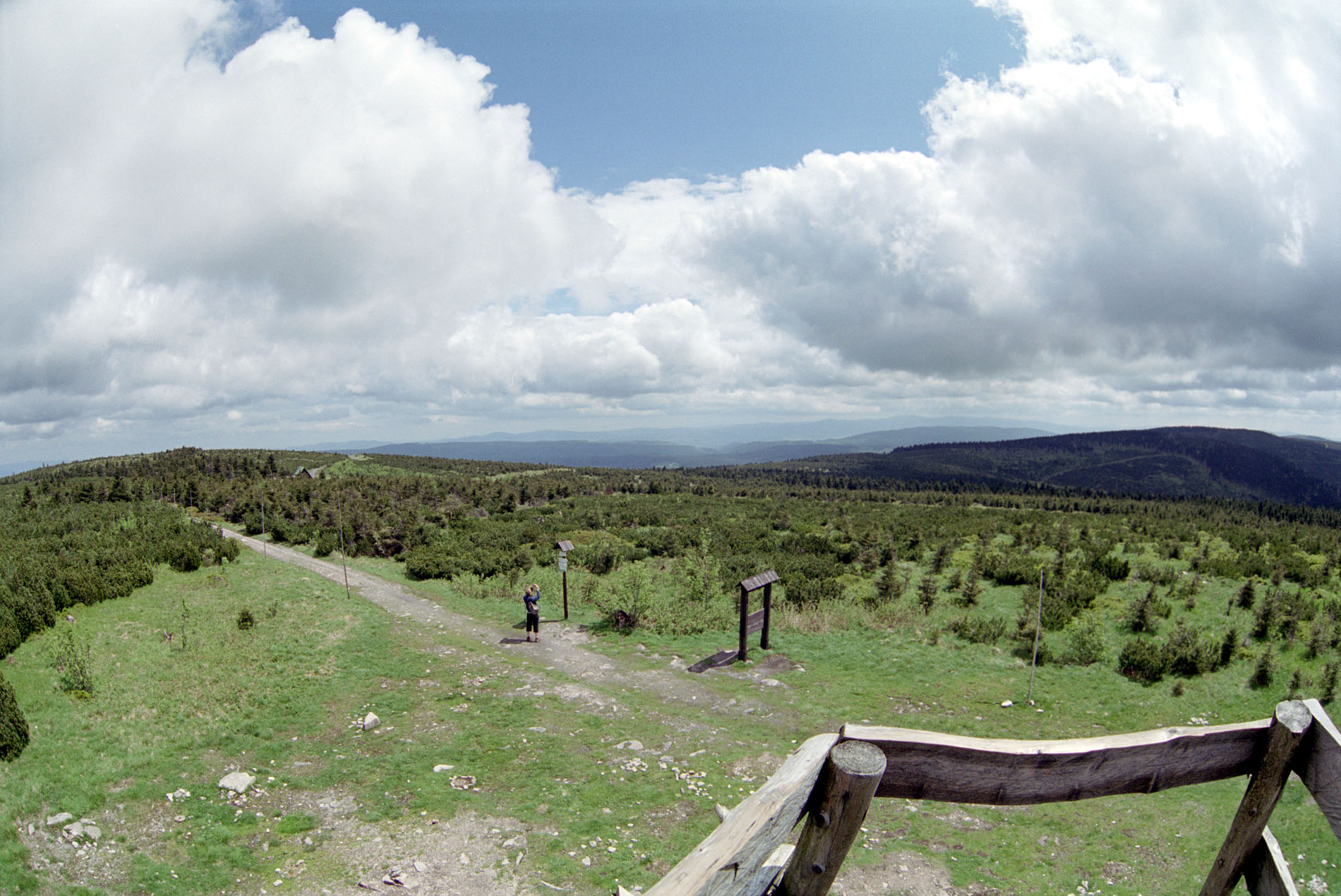
Velká Deštná (1116 m n. m.)

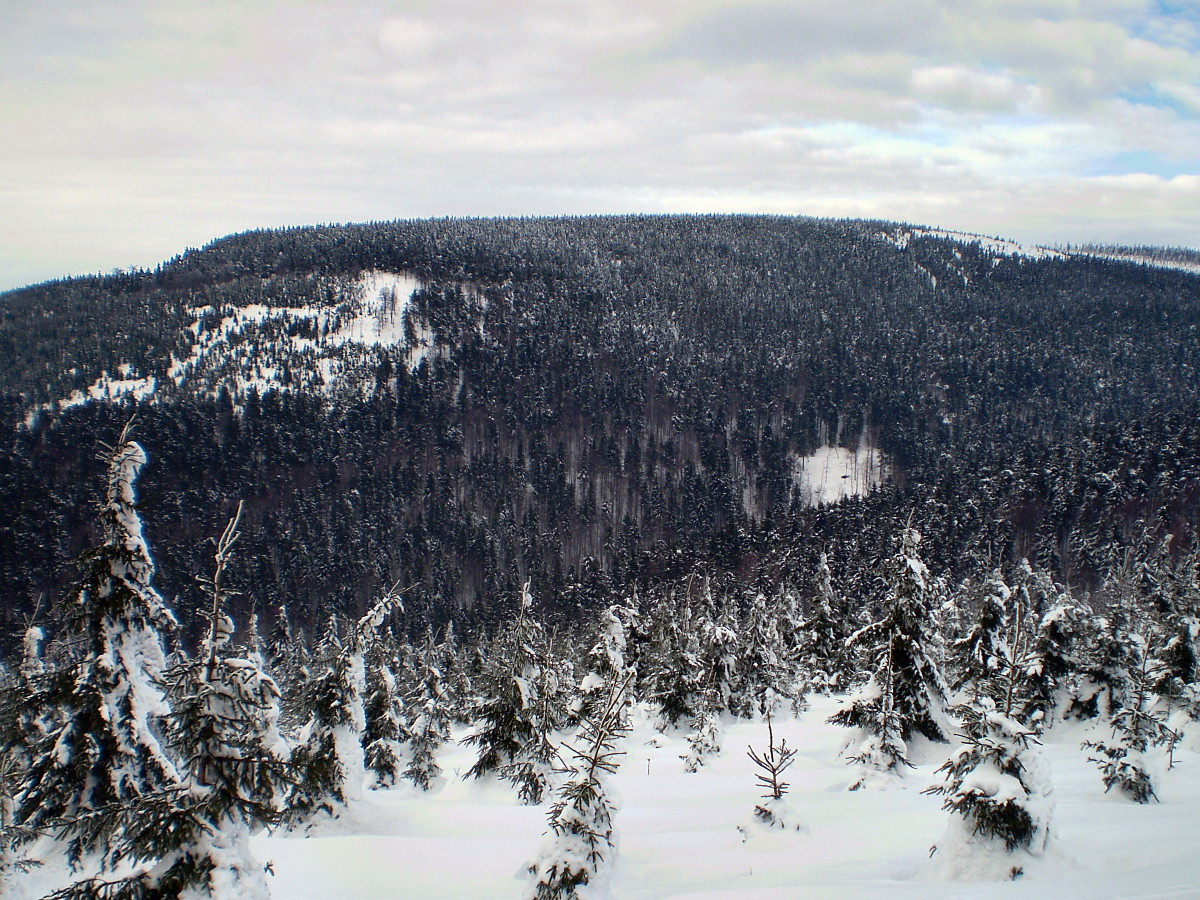
Koruna (1101 m n. m.)

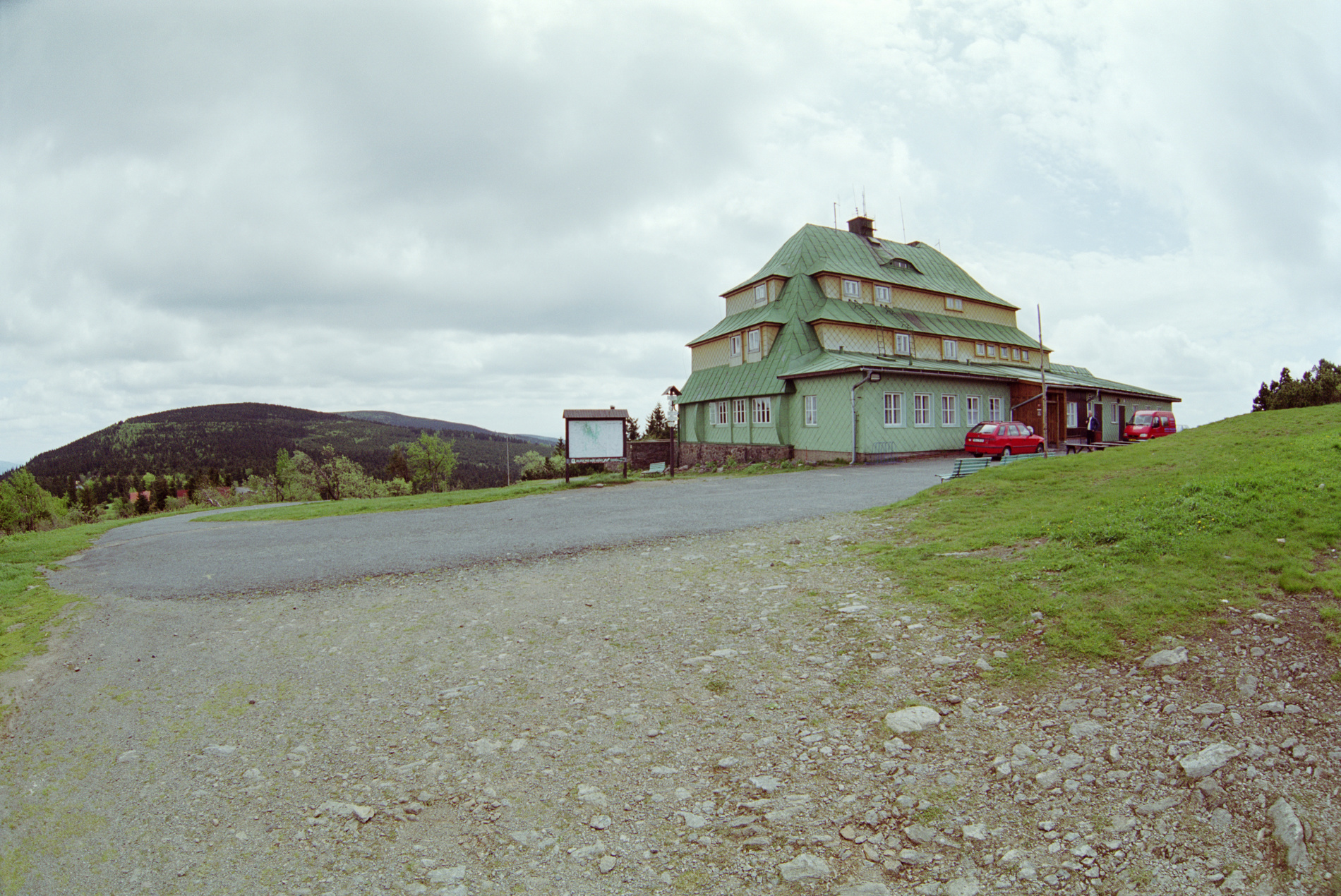
Malá Deštná (1090 m n. m.)

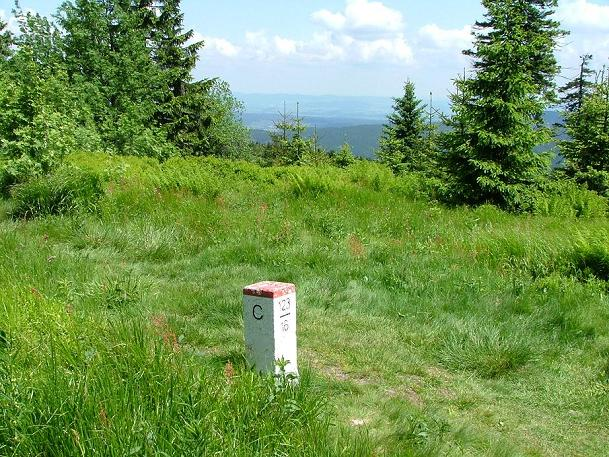
Vrchmezí (1084 m n. m.)

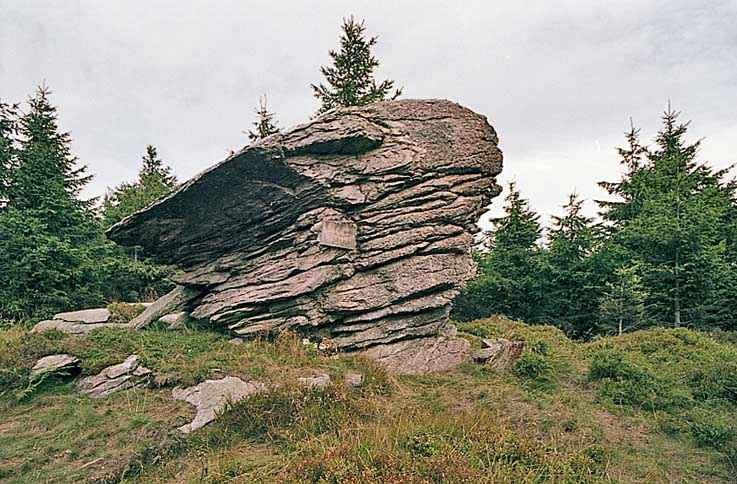
Maruša (1043 m n. m.)

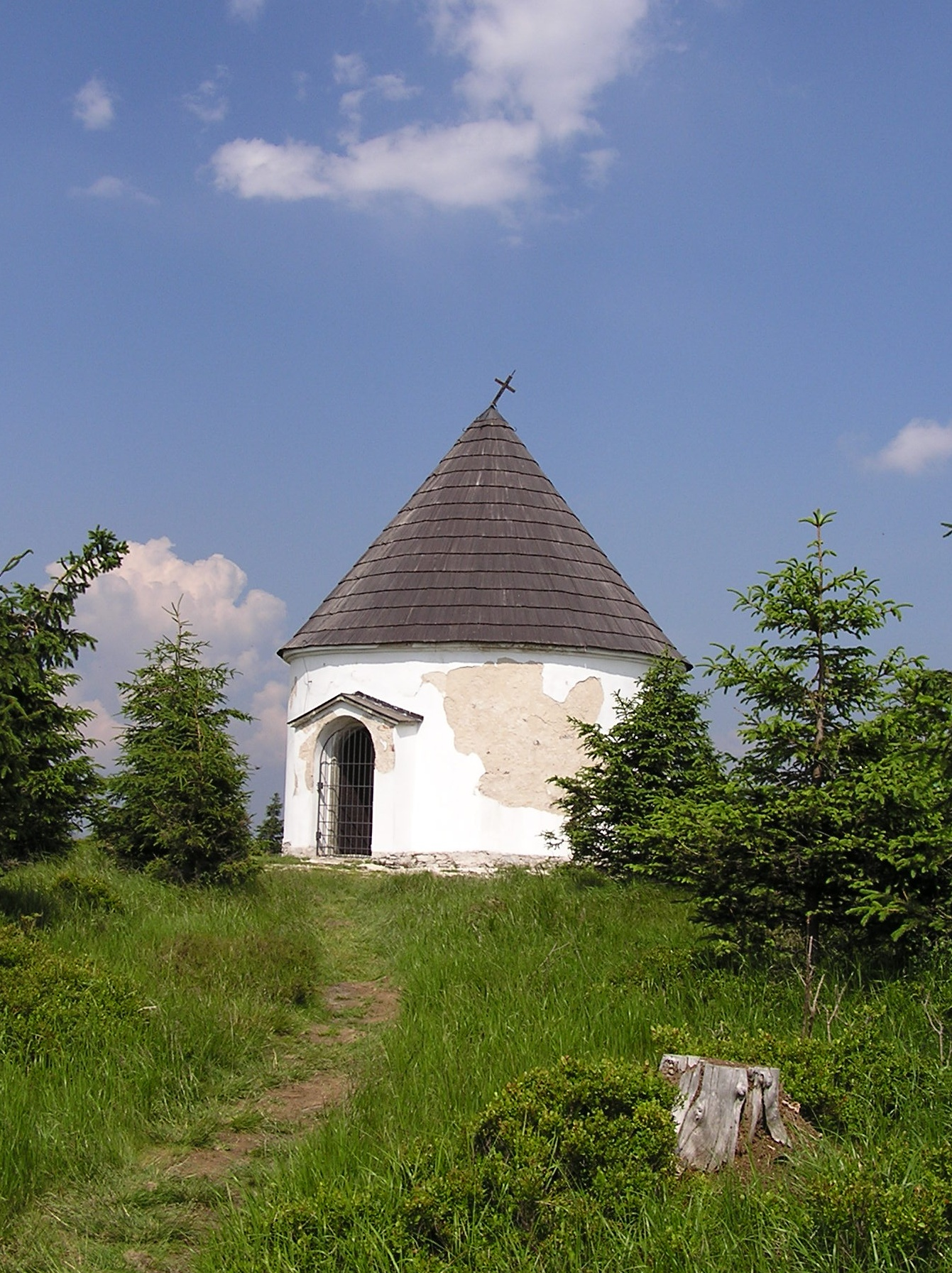
U Kunštátské kaple (1042 m n. m.)

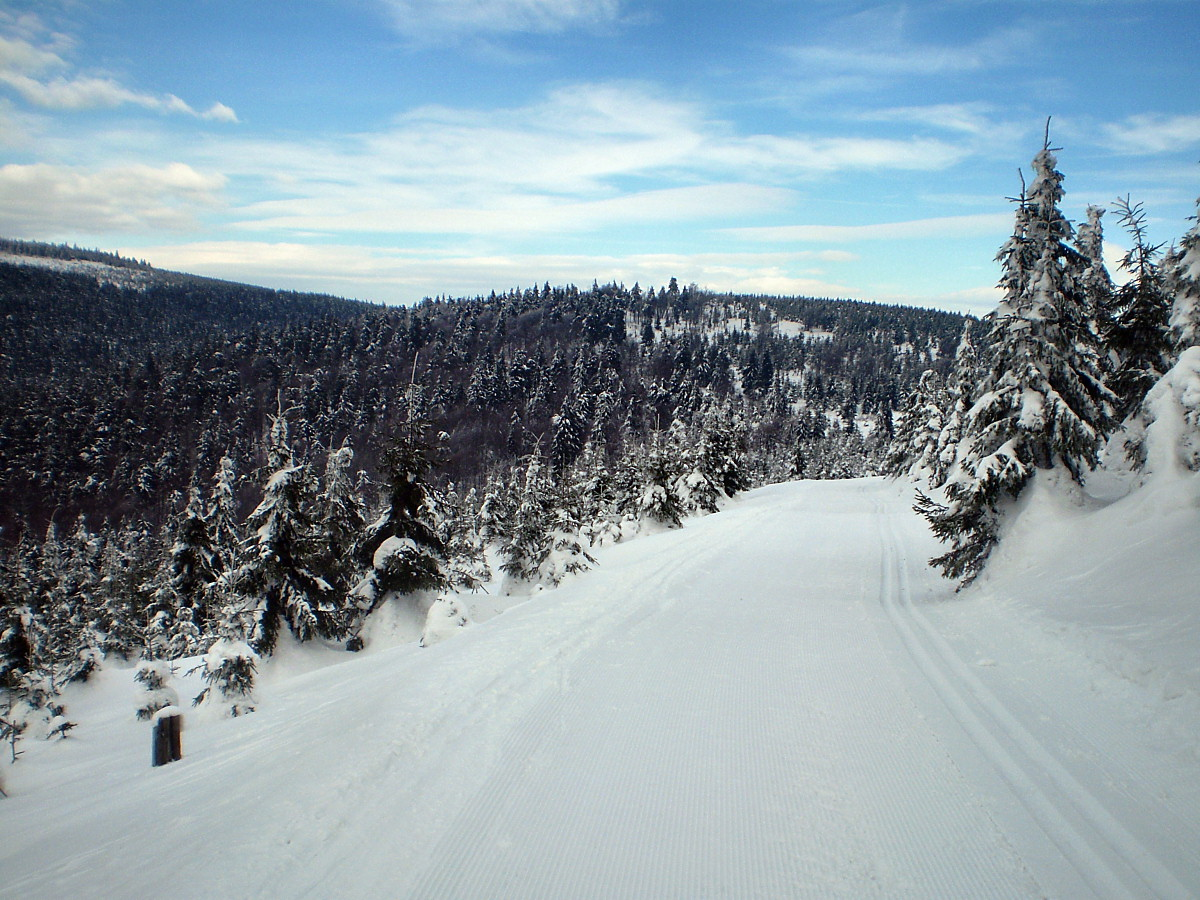
Homole (1001 m n. m.)

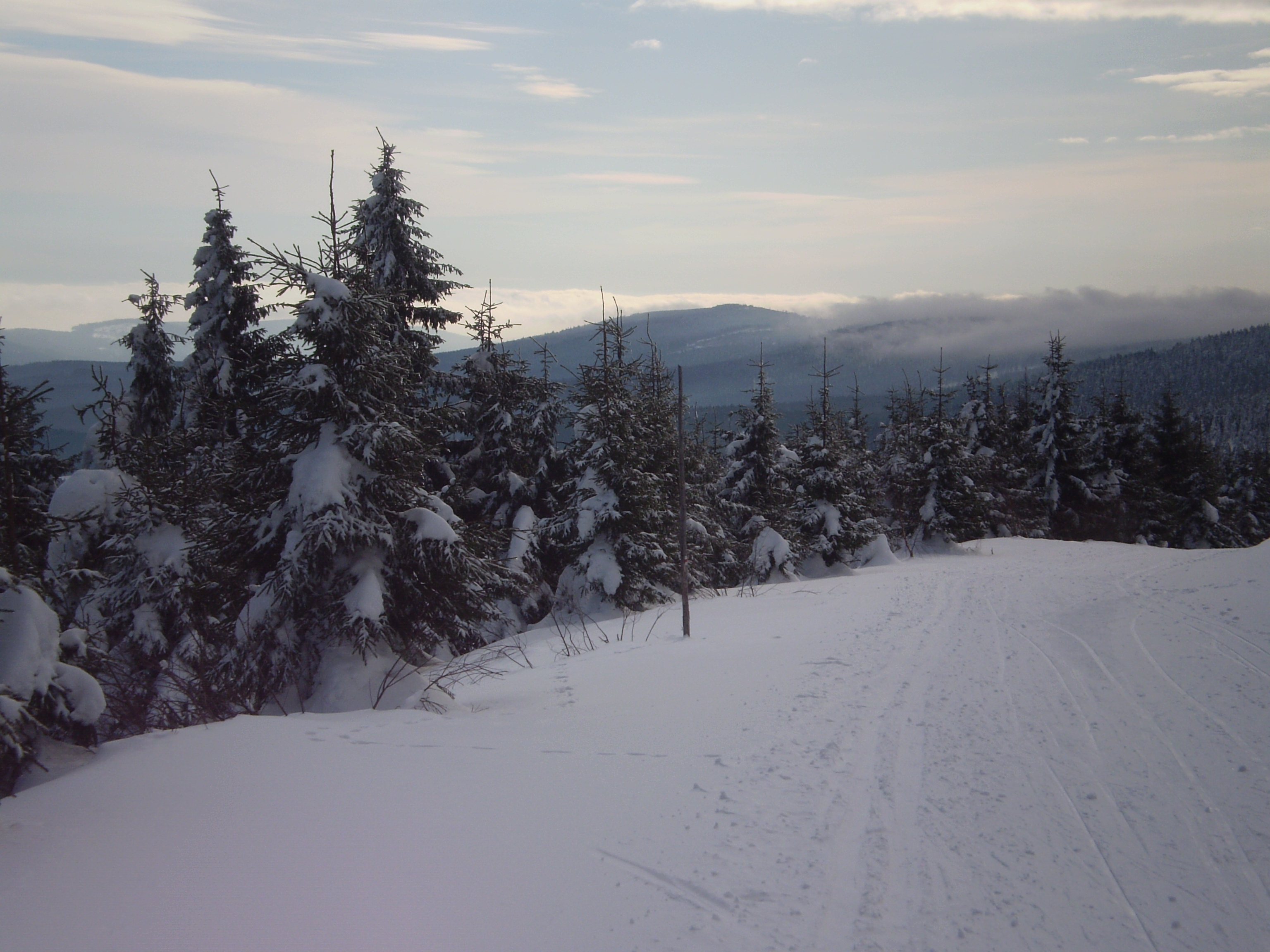
Anenský vrch (997 m n. m.)

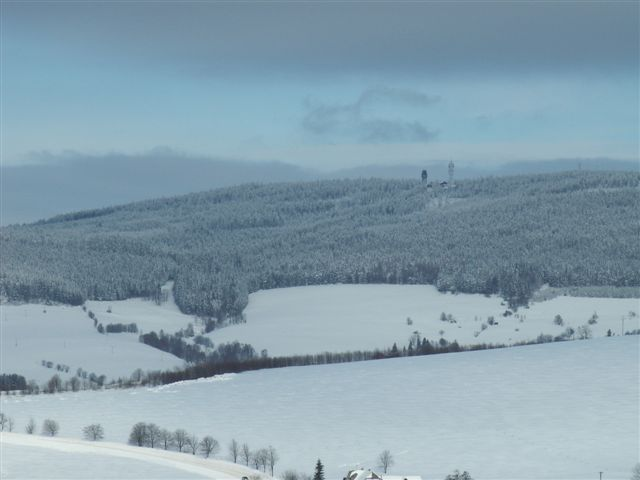
Suchý vrch (995 m n. m.)

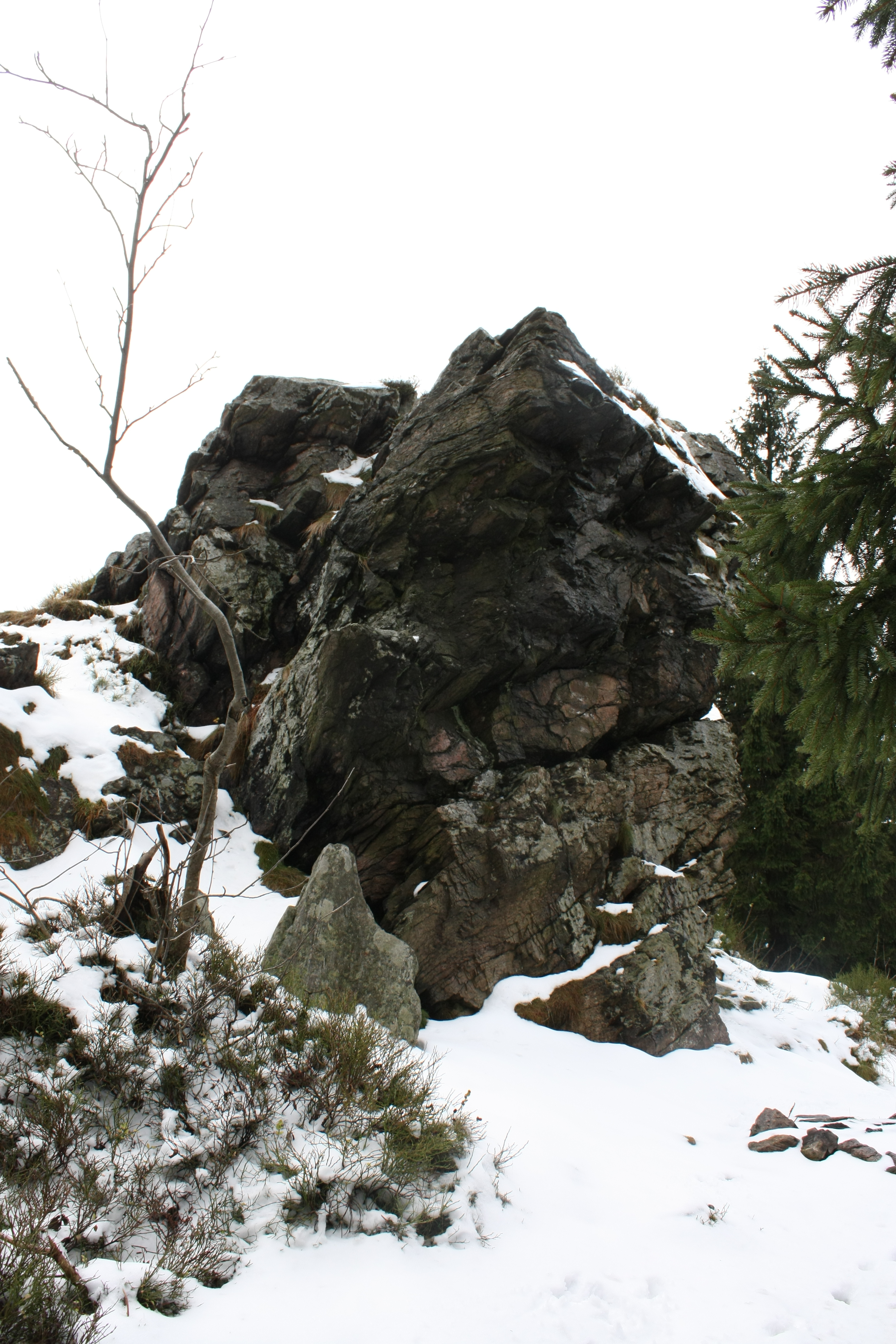
Bradlo (988 m n. m.)

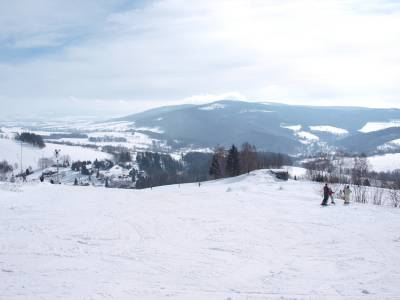
Vysoký kámen (848 m n. m.)

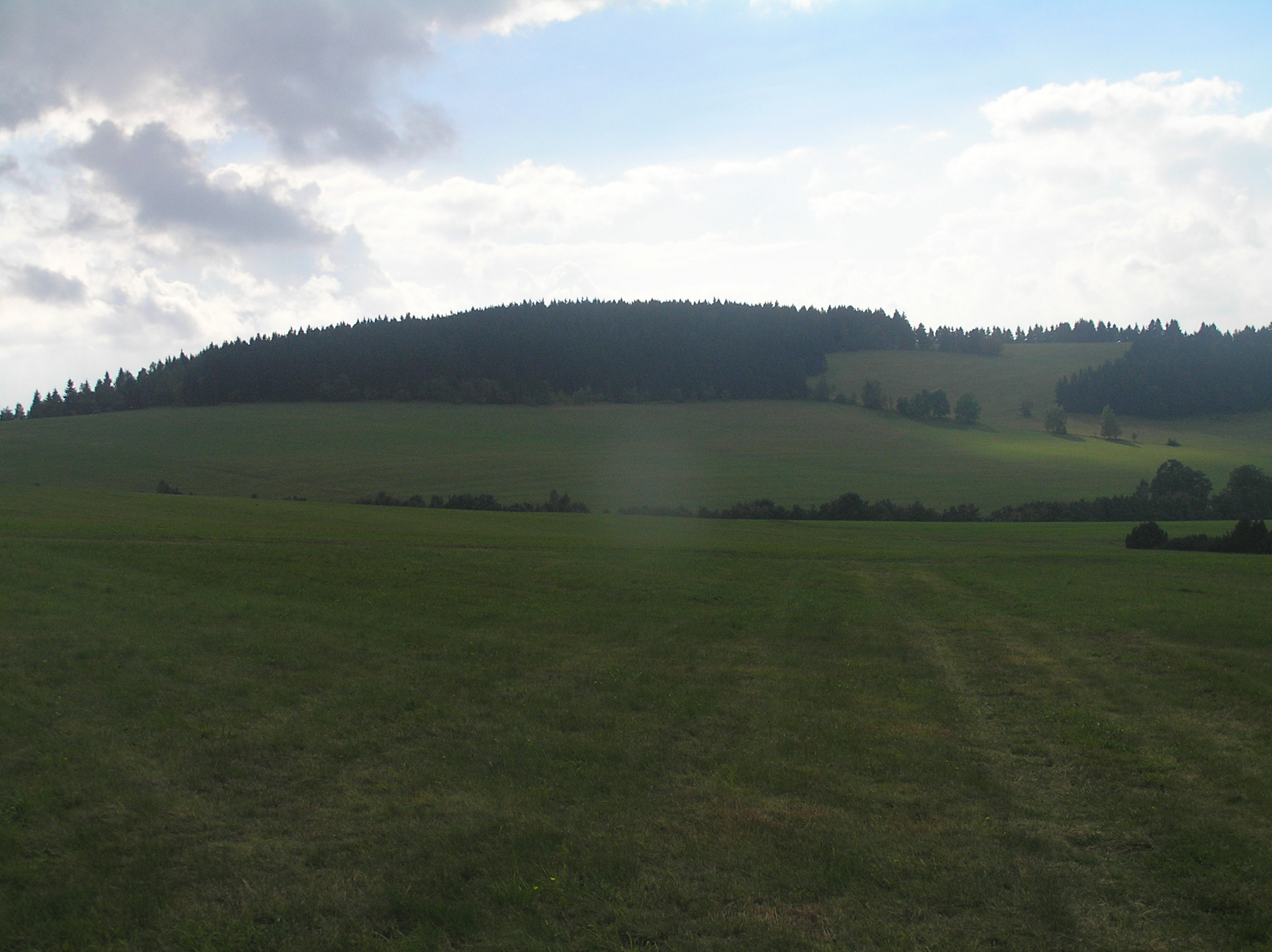
Adam (766 m n. m.)

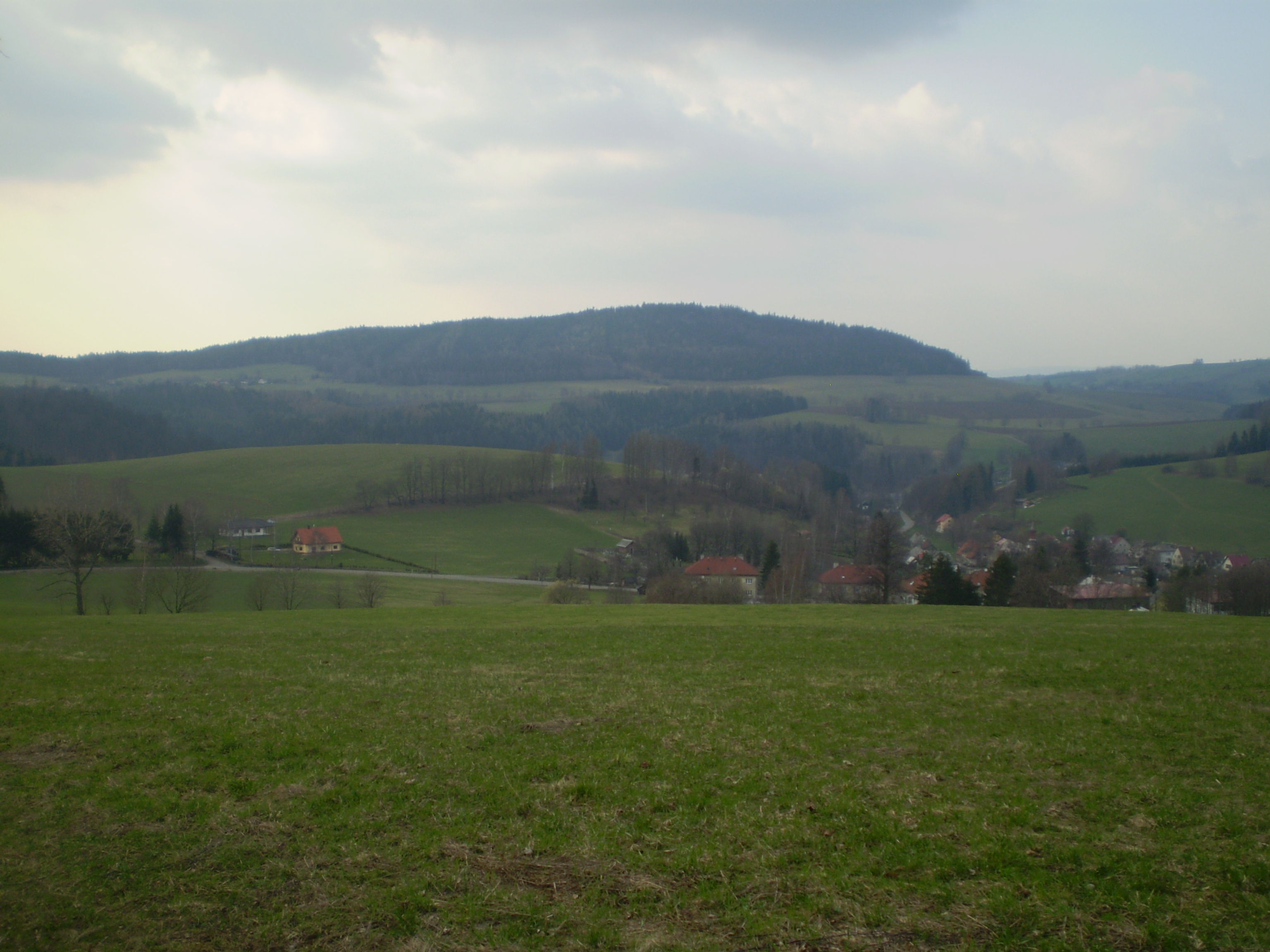
Studený (722 m n. m.)

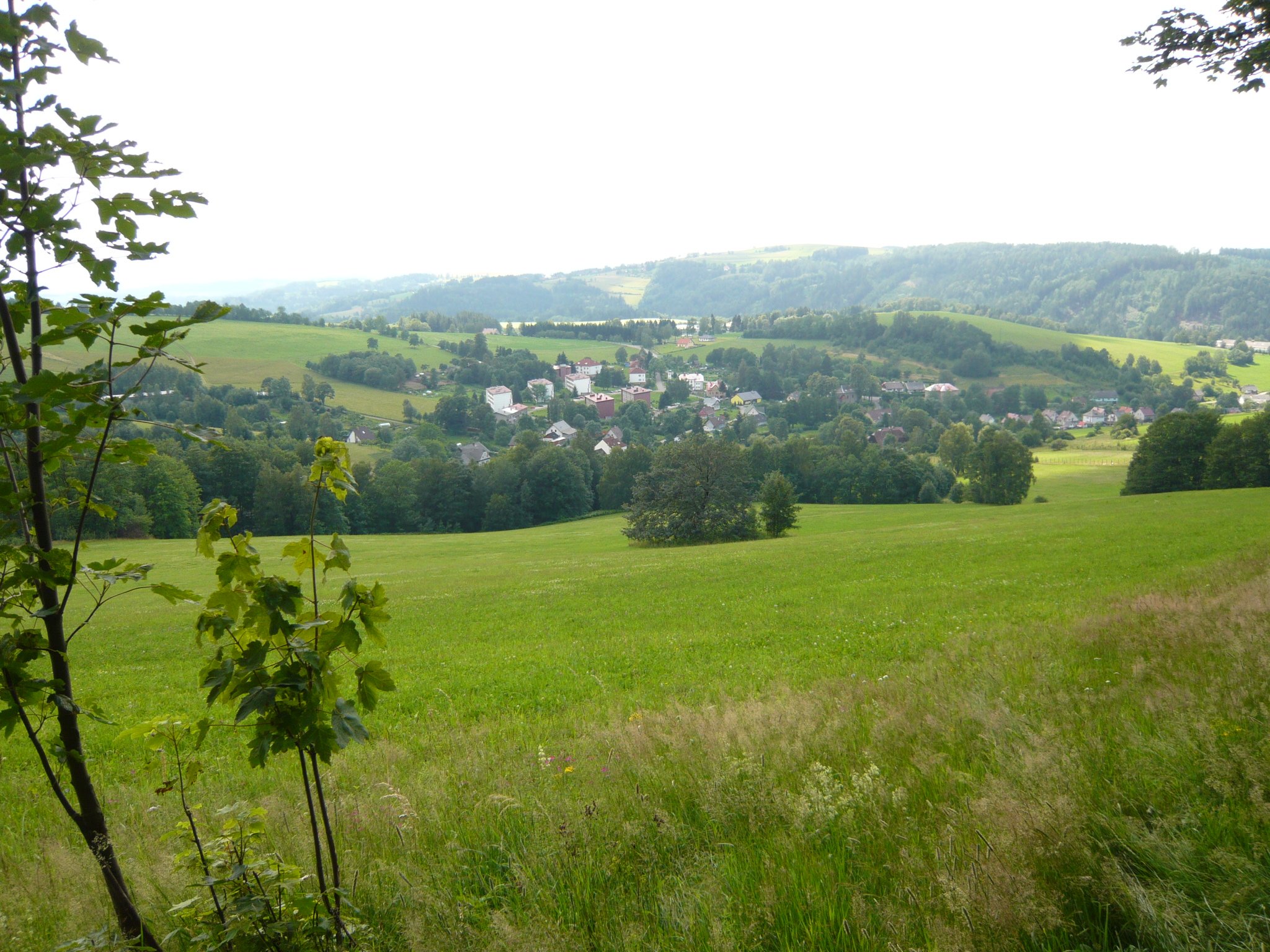
Faltusův kopec (638 m n. m.)

Seznam vrcholů v Orlických horách obsahuje vrcholy v Orlických horách. Jako hranice pohoří je uvažována hranice stejnojmenného geomorfologického celku.

## Seznam vrcholů podle výšky
Seznam vrcholů podle výšky obsahuje pojmenované hory s nadmořskou výškou nad 500 m n. m. (nižší se v Orlických horách ani nevyskytují). Nejvyšší hory přesahují hranici 1000 m. Těchto tisícovek je celkem 15, Polomský kopec (1051 m) je pouhým spočinkem, a mezi tisícovky se proto neřadí. I další vrcholy – spočinky v seznamu uvedené nejsou – např. Ostružník (982 m). Seznam vychází z údajů ze základních topografických map ČR a z turistické mapy portálu Mapy.cz.
| #   | Vrchol                  | Výška m n. m. | Promi- nence | Izolace (km)                   | Souřadnice                       | Podcelek               | Přístup                                                                       |
| --- | ----------------------- | ------------- | ------------ | ------------------------------ | -------------------------------- | ---------------------- | ----------------------------------------------------------------------------- |
| 01. | Velká Deštná            | 1116          | 587          | 29,0 → Czarna Góra             | 50°18′06″ s. š., 16°23′52″ v. d. | Deštenská hornatina    | zelená turistická značka                                                      |
| 02. | Koruna                  | 1101          | 054          | 02,6 → Velká Deštná            | 50°16′54″ s. š., 16°25′23″ v. d. | Deštenská hornatina    | neznačeno                                                                     |
| 03. | Malá Deštná             | 1090          | 014          | 00,9 → Velká Deštná            | 50°18′54″ s. š., 16°23′49″ v. d. | Deštenská hornatina    | neznačeno                                                                     |
| 04. | Jelenka                 | 1085          | 026          | 00,8 → Koruna                  | 50°17′24″ s. š., 16°25′00″ v. d. | Deštenská hornatina    | neznačeno                                                                     |
| 05. | Vrchmezí                | 1084          | 100          | 05,0 → Malá Deštná             | 50°21′10″ s. š., 16°21′40″ v. d. | Deštenská hornatina    | červená turistická značka                                                     |
| 06. | Sedloňovský vrch        | 1052          | 026          | 01,0 → Vrchmezí                | 50°20′16″ s. š., 16°21′29″ v. d. | Deštenská hornatina    | neznačeno                                                                     |
| 07. | Tetřevec                | 1044          | 079          | 01,5 → Koruna                  | 50°15′47″ s. š., 16°26′36″ v. d. | Deštenská hornatina    | červená turistická značka                                                     |
| 08. | Maruša                  | 1043          | 08           | 00,3 → Velká Deštná            | 50°15′37″ s. š., 16°24′02″ v. d. | Deštenská hornatina    | neznačeno                                                                     |
| 09. | U Kunštátské kaple      | 1042          | 033          | 01,1 → Tetřevec                | 50°15′09″ s. š., 16°26′47″ v. d. | Deštenská hornatina    | neznačeno                                                                     |
| 10. | U Kunštátské kaple – JV | 1041          | 06           | 00,8 → U Kunštátské kaple      | 50°14′46″ s. š., 16°27′10″ v. d. | Deštenská hornatina    | červená turistická značka                                                     |
| 11. | Kamenný vrch            | 1038          | 038          | 00,9 → Sedloňovský vrch        | 50°19′40″ s. š., 16°21′34″ v. d. | Deštenská hornatina    | neznačeno                                                                     |
| 12. | Nad Bukačkou            | 1035          | 07           | 00,4 → Vrchmezí                | 50°20′34″ s. š., 16°22′23″ v. d. | Deštenská hornatina    | červená turistická značka                                                     |
| 13. | Šerlich                 | 1027          | 042          | 01,5 → Malá Deštná             | 50°19′51″ s. š., 16°22′53″ v. d. | Deštenská hornatina    | červená turistická značka                                                     |
| 14. | Šerlich – JV            | 1019          | 08           | 00,4 → Šerlich                 | 50°19′33″ s. š., 16°23′09″ v. d. | Deštenská hornatina    | červená turistická značka · modrá turistická značka · žlutá turistická značka |
| 15. | Homole                  | 1001          | 034          | 00,5 → Koruna                  | 50°16′22″ s. š., 16°26′22″ v. d. | Deštenská hornatina    | neznačeno                                                                     |
| 16. | Komáří vrch             | 1000 (999,8)  | 058          | 02,1 → U Kunštátské kaple      | 50°13′55″ s. š., 16°29′06″ v. d. | Deštenská hornatina    | neznačeno                                                                     |
| 17. | Anenský vrch            | 0997          | 074          | 02,6 → Tetřevec                | 50°12′57″ s. š., 16°30′43″ v. d. | Deštenská hornatina    | červená turistická značka                                                     |
| 18. | Suchý vrch              | 0995          | 435          | 08,5 → Jeřáb                   | 50°03′02″ s. š., 16°41′38″ v. d. | Bukovohorská hornatina | červená turistická značka · zelená turistická značka                          |
| 19. | Zakletý                 | 0991          | 014          | 00,7 → U Kunštátské kaple – JV | 50°14′04″ s. š., 16°29′59″ v. d. | Deštenská hornatina    | žlutá turistická značka                                                       |
| 20. | Bradlo                  | 0988          | 011          | 00,5 → Suchý vrch              | 50°03′20″ s. š., 16°41′11″ v. d. | Bukovohorská hornatina | červená turistická značka                                                     |
| 21. | Buková hora             | 0958          | 145          | 04,4 → Suchý vrch              | 50°00′34″ s. š., 16°42′34″ v. d. | Bukovohorská hornatina | modrá turistická značka · zelená turistická značka                            |
| 22. | Lubný                   | 0956          | 071          | 00,7 → Maruša                  | 50°16′40″ s. š., 16°23′19″ v. d. | Deštenská hornatina    | neznačeno                                                                     |
| 23. | Mezivrší                | 0948          | 025          | 00,8 → Anenský vrch            | 50°13′33″ s. š., 16°29′56″ v. d. | Deštenská hornatina    | červená turistická značka                                                     |
| 24. | Na planiskách           | 0934          | 021          | 00,6 → Buková hora             | 50°01′02″ s. š., 16°42′39″ v. d. | Bukovohorská hornatina | zelená turistická značka                                                      |
| 25. | Jeřáb                   | 0901          | 013          | 00,5 → Na planiskách           | 50°01′20″ s. š., 16°42′05″ v. d. | Bukovohorská hornatina | neznačeno                                                                     |
| 26. | Studený vrch            | 0884          | 016          | 00,7 → kóta 912 m              | 50°17′27″ s. š., 16°22′32″ v. d. | Deštenská hornatina    | neznačeno                                                                     |
| 27. | Pláň                    | 0873          | 012          | 00,8 → Lubný                   | 50°15′42″ s. š., 16°23′30″ v. d. | Deštenská hornatina    | neznačeno                                                                     |
| 28. | Prostřední vrch         | 0872          | 028          | 01,0 → Suchý vrch              | 50°02′14″ s. š., 16°42′14″ v. d. | Bukovohorská hornatina | zelená turistická značka                                                      |
| 29. | Vysoký kámen            | 0848          | 071          | 02,5 → Bradlo                  | 50°04′45″ s. š., 16°39′22″ v. d. | Bukovohorská hornatina | červená turistická značka                                                     |
| 30. | Bouda                   | 0846          | 013          | 00,8 → Suchý vrch              | 50°04′18″ s. š., 16°40′50″ v. d. | Bukovohorská hornatina | zelená turistická značka                                                      |
| 31. | Špičák                  | 0799          | 068          | 01,0 → kóta 873 m              | 49°59′07″ s. š., 16°42′53″ v. d. | Bukovohorská hornatina | neznačeno                                                                     |
| 32. | Pustý                   | 0798          | 016          | 00,7 → U Kunštátské kaple      | 50°12′59″ s. š., 16°26′24″ v. d. | Deštenská hornatina    | neznačeno                                                                     |
| 33. | Na Hoblovně             | 0795          | 034          | 00,8 → kóta 798 m              | 50°00′13″ s. š., 16°40′29″ v. d. | Bukovohorská hornatina | neznačeno                                                                     |
| 34. | Javorně                 | 0781          | 05           | 00,3 → Bradlo                  | 50°03′22″ s. š., 16°39′07″ v. d. | Bukovohorská hornatina | neznačeno                                                                     |
| 35. | Panský kopec            | 0772          | 06           | 00,3 → kóta 842 m              | 50°22′48″ s. š., 16°19′50″ v. d. | Bukovohorská hornatina | zelená turistická značka                                                      |
| 36. | Adam                    | 0766          | 131          | 04,8 → Vysoký kámen            | 50°06′43″ s. š., 16°36′15″ v. d. | Mladkovská vrchovina   | neznačeno                                                                     |
| 37. | Stenka                  | 0756          | 010          | 00,4 → kóta 782 m              | 50°21′39″ s. š., 16°19′11″ v. d. | Deštenská hornatina    | naučná turistická značka                                                      |
| 38. | Na vrších               | 0736          | 08           | 00,3 → kóta 765 m              | 49°59′31″ s. š., 16°41′33″ v. d. | Bukovohorská hornatina | neznačeno                                                                     |
| 39. | Bulík                   | 0730          | 032          | 01,5 → Děčínský Sněžník        | 50°01′14″ s. š., 16°39′44″ v. d. | Bukovohorská hornatina | neznačeno                                                                     |
| 40. | Kuní vrch               | 0728          | 05           | 00,4 → Anenský vrch            | 50°13′37″ s. š., 16°32′10″ v. d. | Deštenská hornatina    | neznačeno                                                                     |
| 41. | Novákův kopec           | 0727          | 011          | 00,7 → kóta 728 m              | 50°11′54″ s. š., 16°26′54″ v. d. | Deštenská hornatina    | neznačeno                                                                     |
| 42. | Studený                 | 0722          | 144          | 03,2 → Adam                    | 50°04′41″ s. š., 16°35′48″ v. d. | Mladkovská vrchovina   | červená turistická značka                                                     |
| 43. | Přední hraniční vrch    | 0721          | 015          | 00,6 → kóta 760 m              | 50°06′42″ s. š., 16°37′59″ v. d. | Mladkovská vrchovina   | zelená turistická značka                                                      |
| 44. | Hejnov                  | 0714          | 028          | 00,7 → Vysoký kámen            | 50°04′21″ s. š., 16°37′53″ v. d. | Bukovohorská hornatina | neznačeno                                                                     |
| 45. | Martinova hať           | 0714          | 011          | 00,5 → Suchý vrch              | 50°02′08″ s. š., 16°39′21″ v. d. | Bukovohorská hornatina | neznačeno                                                                     |
| 46. | Zadní hraniční vrch     | 0713          | 015          | 00,8 → Přední hraniční vrch    | 50°06′40″ s. š., 16°38′47″ v. d. | Mladkovská vrchovina   | zelená turistická značka                                                      |
| 47. | Urbanův kopec           | 0690          | 011          | 00,6 → Suchý vrch              | 50°02′32″ s. š., 16°38′45″ v. d. | Bukovohorská hornatina | neznačeno                                                                     |
| 48. | Kostelní vrch           | 0688          | 07           | 00,6 → kóta 738 m              | 50°05′50″ s. š., 16°36′19″ v. d. | Mladkovská vrchovina   | neznačeno                                                                     |
| 49. | Pavlovy vrchy           | 0687          | 025          | 00,6 → Bulík                   | 50°00′59″ s. š., 16°39′01″ v. d. | Bukovohorská hornatina | neznačeno                                                                     |
| 50. | Přední kopec            | 0679          | 07           | 00,4 → kóta 704 m              | 50°09′30″ s. š., 16°31′51″ v. d. | Mladkovská vrchovina   | neznačeno                                                                     |
| 51. | Bučina                  | 0677          | 05           | 00,6 → kóta 684 m              | 50°07′07″ s. š., 16°34′57″ v. d. | Mladkovská vrchovina   | neznačeno                                                                     |
| 52. | Krásnův les             | 0667          | 08           | 00,6 → Špičák                  | 49°58′32″ s. š., 16°43′54″ v. d. | Bukovohorská hornatina | neznačeno                                                                     |
| 53. | Na skalce               | 0653          | 011          | 00,8 → kóta 688 m              | 49°58′37″ s. š., 16°42′38″ v. d. | Bukovohorská hornatina | neznačeno                                                                     |
| 54. | Nad obrázkem            | 0642          | 015          | 00,6 → Bučina                  | 50°06′41″ s. š., 16°34′31″ v. d. | Mladkovská vrchovina   | neznačeno                                                                     |
| 55. | Faltusův kopec          | 0638          | 065          | 02,2 → Studený                 | 50°03′11″ s. š., 16°35′23″ v. d. | Mladkovská vrchovina   | neznačeno                                                                     |
| 56. | Na vrších               | 0620          | 050          | 01,3 → Studený                 | 50°05′20″ s. š., 16°34′42″ v. d. | Mladkovská vrchovina   | neznačeno                                                                     |
| 57. | Šibeniční vrch          | 0606          | 05           | 00,2 → kóta 614 m              | 50°05′20″ s. š., 16°37′20″ v. d. | Mladkovská vrchovina   | neznačeno                                                                     |
| 58. | Na vartě                | 0590          | 049          | 01,5 → Pavlovy vrchy           | 50°00′16″ s. š., 16°37′18″ v. d. | Bukovohorská hornatina | neznačeno                                                                     |
| 59. | Na kopečku              | 0581          | 010          | 00,4 → Faltusův kopec          | 50°03′39″ s. š., 16°34′54″ v. d. | Mladkovská vrchovina   | neznačeno                                                                     |
| 60. | Páchův kopec            | 0574          | 018          | 00,4 → Zadní hraniční vrch     | 50°06′02″ s. š., 16°40′57″ v. d. | Mladkovská vrchovina   | neznačeno                                                                     |
| 61. | Cikánský kopec          | 0544          | 023          | 00,4 → Na vartě                | 50°00′49″ s. š., 16°36′50″ v. d. | Bukovohorská hornatina | modrá turistická značka                                                       |
| 62. | Mlýnský kopec           | 0542          | 026          | 00,6 → Javorně                 | 50°03′49″ s. š., 16°36′51″ v. d. | Mladkovská vrchovina   | neznačeno                                                                     |

## Seznam vrcholů podle prominence
Seznam vrcholů podle prominence obsahuje všechny orlické hory s prominencí (relativní výškou) nad 100 metrů, bez ohledu na nadmořskou výšku. Celkem jich je 6 a patří mezi ně i všechny 3 nejvyšší hory jednotlivých podcelků Orlických hor – Deštenské hornatiny (Velká Deštná), Bukovohorské hornatiny (Suchý vrch) i Mladkovské vrchoviny (Adam).
| #   | Vrchol       | Výška m n. m. | Promi- nence | Izolace (km)        | Souřadnice                       | Podcelek               | Přístup                                              |
| --- | ------------ | ------------- | ------------ | ------------------- | -------------------------------- | ---------------------- | ---------------------------------------------------- |
| 01. | Velká Deštná | 1116          | 587          | 29,0 → Czarna Góra  | 50°18′06″ s. š., 16°23′52″ v. d. | Deštenská hornatina    | zelená turistická značka                             |
| 02. | Suchý vrch   | 0995          | 435          | 08,5 → Jeřáb        | 50°03′02″ s. š., 16°41′38″ v. d. | Bukovohorská hornatina | červená turistická značka · zelená turistická značka |
| 03. | Buková hora  | 0958          | 145          | 04,4 → Suchý vrch   | 50°00′34″ s. š., 16°42′34″ v. d. | Bukovohorská hornatina | modrá turistická značka · zelená turistická značka   |
| 04. | Studený      | 0722          | 144          | 03,2 → Adam         | 50°04′41″ s. š., 16°35′48″ v. d. | Mladkovská vrchovina   | červená turistická značka                            |
| 05. | Adam         | 0766          | 131          | 04,8 → Vysoký kámen | 50°06′43″ s. š., 16°36′15″ v. d. | Mladkovská vrchovina   | neznačeno                                            |
| 06. | Vrchmezí     | 1084          | 100          | 05,0 → Malá Deštná  | 50°21′10″ s. š., 16°21′40″ v. d. | Deštenská hornatina    | červená turistická značka                            |

## Seznam ultratisícovek
Ultratisícovky jsou hory s nadmořskou výškou alespoň 1000 metrů, prominencí (převýšením od klíčového sedla) alespoň 100 metrů a izolací alespoň 1 km. Jsou tedy průnikem nejvyšších a nejprominentnějších hor. V Orlických horách jsou 2 ultratisicovky, Velká Deštná a Vrchmezí.
| #   | Vrchol       | Výška m n. m. | Promi- nence | Izolace (km)       | Souřadnice                       | Podcelek            | Přístup                   |
| --- | ------------ | ------------- | ------------ | ------------------ | -------------------------------- | ------------------- | ------------------------- |
| 01. | Velká Deštná | 1116          | 587          | 29,0 → Czarna Góra | 50°18′06″ s. š., 16°23′52″ v. d. | Deštenská hornatina | zelená turistická značka  |
| 02. | Vrchmezí     | 1084          | 100          | 05,0 → Malá Deštná | 50°21′10″ s. š., 16°21′40″ v. d. | Deštenská hornatina | červená turistická značka |